# ماکسیم فدین
ماکسیم فدین (روسی: Максим Сергеевич Федин؛ زادهٔ ۸ ژوئن ۱۹۹۶) بازیکن فوتبال اهل قزاقستان است.
از باشگاه‌هایی که در آن بازی کرده‌است می‌توان به اشاره کرد.
وی همچنین در تیم‌های ملی فوتبال زیر ۲۱ سال قزاقستان و قزاقستان بازی کرده‌است.